# Castilviejo de Guijosa
Castilviejo de Cubillas del pinar es un castro situado en el norte de la provincia de Guadalajara, en el término municipal de Sigüenza, entre los pueblos de Cubillas del pinar y Guijosa, cuya línea de demarcación cruza la cima del cerro donde se halla el yacimiento.

## Yacimiento
El cerro donde se construyó el castro, está constituido por una formación de calizas triásicas, que se elevan este-oeste de los 1.090 metros hasta los 1150 en su cota más alta donde, sobre una pequeña plataforma se hallan los restos de las construcciones.
El asentamiento, permite dominar las tierras agrícolas hasta el río Henares y preferentemente los pastos de las zonas limítrofes, serranías con alturas superiores a los 1200 metros, que constituyen hasta la actualidad, la riqueza de la región y que justificaría el asentamiento primitivo. Por las cercanías del yacimiento, pasa actualmente, una cañada todavía en uso, ramal de la Real Soriana, que subiendo por el valle del Henares alcanza las tierras de la provincia de Soria, hacía los pastos de las dehesas de Morón de Almazán y Maján continuando hacia el valle del Duero a la altura de Almazán o bien encaminarse hacia el valle de Torralba y Medinaceli para llegar al valle del Ebro, siguiendo la ruta del río Jalón.
Estos caminos, salidas de la meseta sur atravesando el Sistema Central con su entronque con el Ibérico, fue sin duda un valor añadido para la construcción del yacimiento y debió ser importante, su papel de vigilancia de los caminos durante las guerras celtíberas.

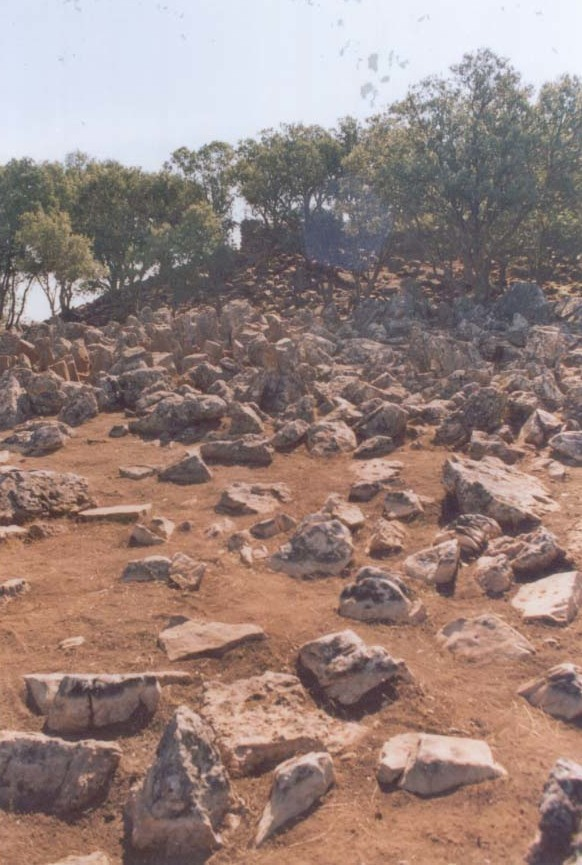
Chevaux de frise. (Piedras hincadas)

### Sistemas defensivos
El recinto del yacimiento es, aproximadamente, de forma de triángulo isósceles con una muralla cerrando la base del triángulo, el único no protegido por escarpes o fuertes pendientes. La muralla mide aproximadamente 90 metros, con dirección norte - sur, la superficie se aproxima a los 3000 metros cuadrados, con restos de construcciones, muy arrasadas, pero de estructura cuadrada o rectangular.

#### Muralla
La muralla que cierra el perímetro del yacimiento por el oeste presenta una estructura acodada, rematada en el extremo sur por una torre, que es un engrosamiento de la pared en un codo más. Se divide en cinco tramos diferenciados, el primero al norte del yacimiento, con la puerta de acceso sin ningún tipo especial de protección, protegida por el norte por un cortado. Los tramos de la muralla varían en longitud, desde unos siete metros hasta los veinticinco, con un espesor medio de dos metros. En el lado sur, una torre de trece por seis metros, remata la muralla que termina en la línea del precipicio.
La muralla está formada por una doble hilera, al interior y exterior, de piedras mejor trabajadas, sobre todo en la cara exterior, la zona intermedia está rellena de piedras de distinto tamaño, generalmente grandes. Está ubicada sobre una elevación del terreno, que podría ser artificial, lo que, unido al pequeño foso, realza su tamaño real. Su altura debió ser considerable, teniendo aún en algunos puntos los 1,20 metros de altura.

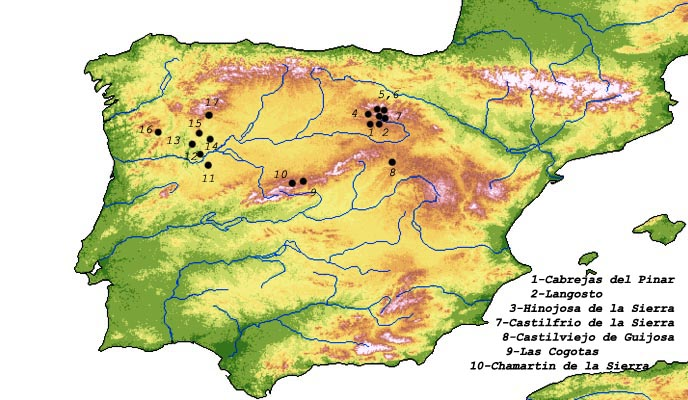
Localización de los castros con defensas de Chevaux de frises

#### Chevaux de frise

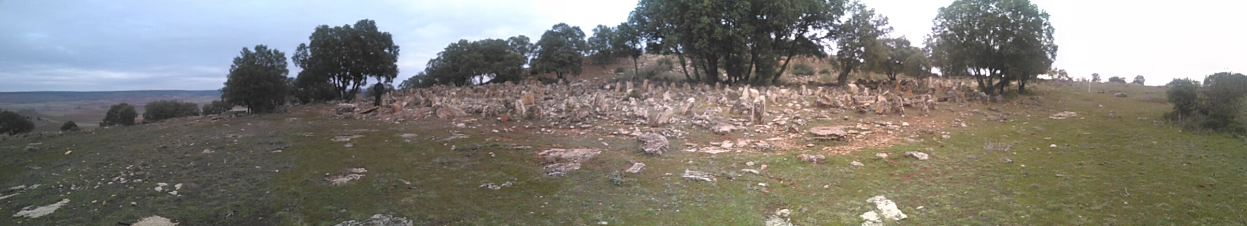
"Chevaux de frise" o "campo frisio" del yacimiento de Castiviejo de Guijosa

El sistema de defensa del yacimiento se completa, en el lugar más vulnerable, con unas hileras de "chevaux de frise" o "campo frisio" distribuidas en dos grupos de manera regular, los dos acaban en el borde del cortado, lo que hace imposible el acceso al poblado salvo por el pasillo entre ellos, de unos cuatro metros de anchura. Las caballerías y los carros deberían entrar obligatoriamente por ese pasillo y luego dirigirse al norte para pasar por la puerta, flanqueando la muralla y estando expuestos a sus defensores.

#### La torre
Otro rasgo diferenciador del yacimiento es su torre, con la que se remata el lado sur, desde el final de un tramo de muralla y coincidiendo con su acodamiento hasta el borde del acantilado, tratándose de un puesto de cierre de la muralla para evitar el acceso por el lado sur, a la vez que observatorio sobre el valle que se abre a ese lado, por donde transcurría la vía natural hacia oriente. Su técnica de construcción en sucesivas hiladas escalonadas, todavía es visible en la actualidad con unas medidas de trece por seis metros.

### Interior
El interior del yacimiento está muy arrasado, con pocos restos encontrados o que hayan sobrevivido al paso del tiempo, parece ser que las casas eran de forma cuadrangular, con sus paredes traseras haciendo la función de murallas y reforzando, con ello, los escarpes naturales del promontorio.